# 왕인

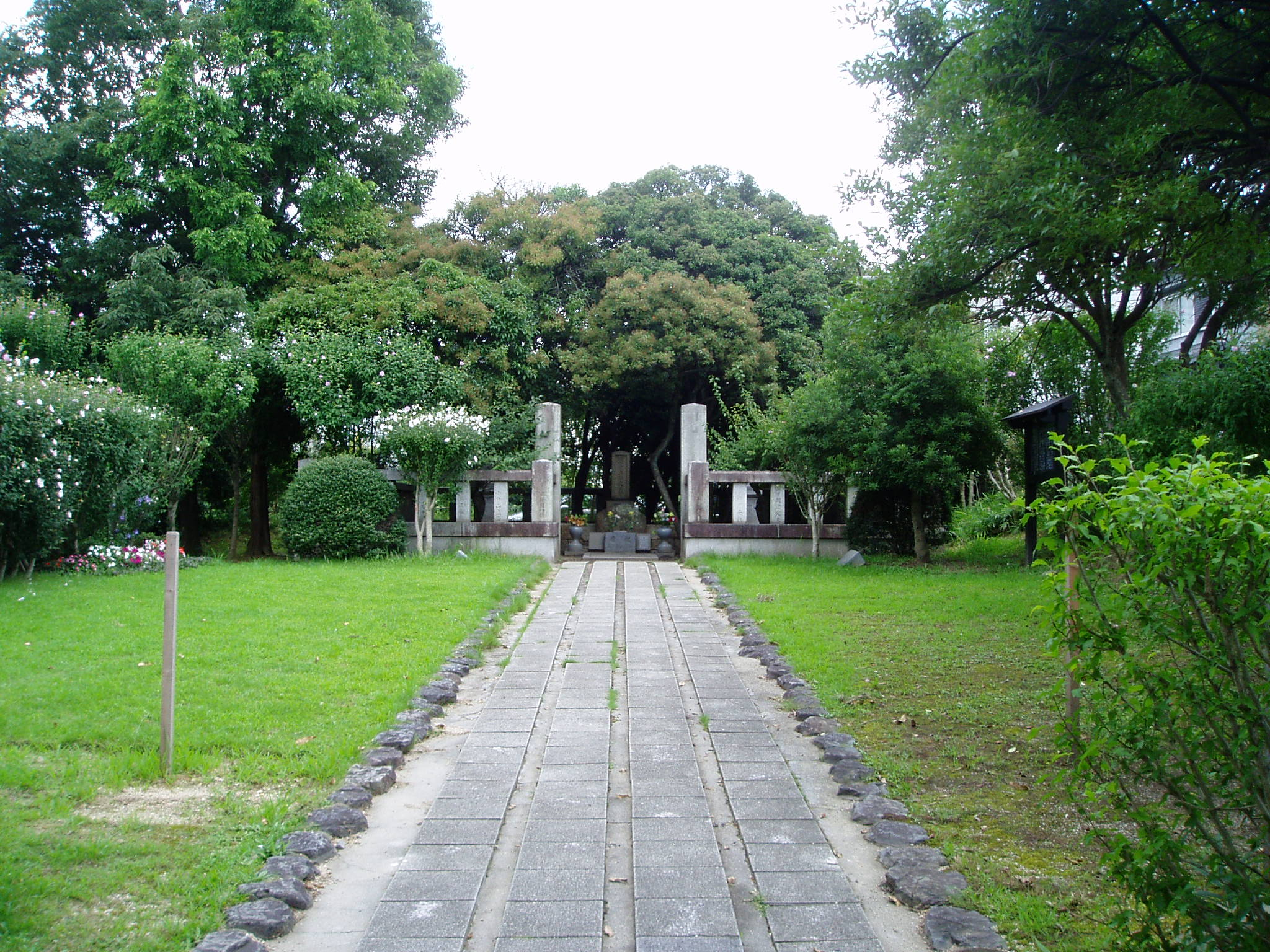
오사카부 히라카타시의 왕인묘

왕인(王仁, ?~?)은 일본의 《고사기》와 《일본서기》에 등장하는 백제(百濟)에 살고 있었다고 전해지는 학자로서, 왜국에 건너가 《천자문》과 《논어》를 전했다고 전하는 인물이다. 근구수왕의 칙명으로 왕의 손자 진손왕과 함께 일본으로 건너갔다.
《고사기》에는 「와니키시(일본어: 和邇吉師)」, 《일본서기》는 「와니(일본어: 王仁)」로 표기되어 있다. 한국 자료에는 그의 이름이 등장하지 않는데, 중국계 성인 왕 씨인 것으로 보아 당시 고구려(高句麗)에 멸망한 낙랑군(樂浪郡) 계열의 한인(漢人)이 아닐까 추정하는 설도 있고, 왕인이 전한 천자문이, 그 당시엔 아직 존재하지 않았다는 등의 이유로, 그 실재에 의문을 품는 설도 있다.

## 개설
백제 근구수왕 때의 학자로 여겨진다. 일본에서 아라타와케(일본어: 荒田別) 등을 보내어 학자와 서적을 청하자 근구수왕의 명을 받들고 왕의 손자 진손왕과 함께 《논어》 10권, 《천자문》 1권을 갖고 대장장이, 재봉사 등과 함께 일본에 건너갔다.
왕인은 해박한 경서 지식으로 일본 오진 천황(일본어: 応神天皇))의 신임을 얻어 태자 토도치랑자(兎道稚郞子)의 스승이 되었고, 군신들에게 경사(經史)를 가르쳤다. 그는 한자의 일본어 발음과 훈을 개발하고, 이에 바탕을 두고 〈난파진가(難波津歌)〉등의 시가를 지어서 일본 문화를 발전시키는 데 크게 이바지했다.
일본 문화를 깨우친 그는 물론 그의 자손도 대대로 일본 서부의 고치(河內)에 살면서 학문에 관한 일을 맡아보았다. 왕인은 일본의 문화 발전에 크게 기여했다. 일본서기와 속일본기에 의하면 그는 "할아버지 때에 귀화한 중국인"이라 하지만 왕인이 처음으로 등장한 고사기에는 전혀 없는 내용이다.

## 역사 기록
왕인에 대한 기술은 일본의 역사서인 고사기, 일본서기, 속일본기에 나타난다. 각각의 기술은 다음과 같다.

### 고사기
고사기에 따르면 왕인은 백제에서 건너온 현자로 여겨진다.
又, 科賜百濟國, 若有賢人者, 貢上. 故受命以貢上人名, 和邇吉師. 即論語十卷 ・ 千字文一卷, 并十一卷, 付是人即貢進.【此和邇吉師者, 文首等祖】
천황은 또한, 백제국에 "백제에 현자가 있으면 보내라"고 하였다. 이에 그 명을 받아 (백제가) 보낸 사람의 이름이 와니키시(和邇吉師)라 하였다. 《논어》 열 권과 《천자문》 한 권, 모두 11권을 이 사람에게 부쳐 보내왔다.【이 와니키시가 후미노 후비토(文首)의 시조(始祖)이다.】— 《고사기》 중권(中卷) ・ 오진 천황(応神天皇) 20년 기유

### 일본서기
일본서기의 기록에 따르면, 왕인은 백제 학자 아직기(阿直岐, 아치키)의 추천을 받아 오진 천황의 초대를 받고 일본에 건너와 훗날 야마토에 귀화한 학자다. 왕인이 논어와 천자문을 가지고 일본으로 건너갔다. 하지만 일본 학자 중에는 천자문 성립 연대가 왕인의 일본 방문보다 후대임을 들어 왕인의 실존에 의문을 제기하는 시각도 있다. 또 일본서기를 편찬했을 때 한반도에서 일본으로 귀화했던 여러 명의 도래인 학자를 상징적으로 정리한 인물이라는 설도 있다.

### 속일본기
《속일본기》에는 왕인의 자손이라는 좌대사(左大史) · 정6위상(上) 후미노이미키 모오토(文忌寸最弟) 등이 자기 선조 왕인이 옛 한나라 황제의 먼 후손이라고 간무 천황(桓武天皇)에게 주상한 기록이 있다.
(전반부 생략) 最弟等言, 漢高帝之後曰鸞, 鸞之後王狗轉至百濟, 百濟久素王時, 聖朝遣使徴召文人, 久素王即以狗孫王仁貢焉. 是文, 武生等之祖也. 於是最弟及眞象等八人賜姓宿祢.
 모오토 등이 말하기를, 한 고제의 후손으로 앵(鸞)이란 자가 있었고, 앵의 후손인 왕구(王狗)가 백제로 옮겨갔는데, 백제의 구소왕(久素王) 때에 성조(聖朝)가 사신을 보내어 문인(文人)을 부르심으로 하여, 구소왕은 곧 구의 손자인 왕인을 바쳤다. 이는 후미(文), 무생(武生) 등의 시조이다. 이에 모오토 및 眞象 등 8인에게 스쿠네(宿祢)의 가바네(姓)을 주었다.— 《속일본기》 엔랴쿠(延暦) 10년(791년) 4월 무술

이 기술에 따르면 한 고제, 즉 유방의 자손으로 앵(鸞)이라는 인물이 있었고, 그의 자손 왕구(王狗)가 백제로 건너와 살았으며, 그 손자인 왕인이 왜로 도래하여 후미 씨(文氏)와 무생 씨(武生氏) 등의 선조가 되었다(《신찬성씨록》에도 이와 비슷한 기술이 보인다). 이에 따르면, 왕인은 고구려가 낙랑군을 멸망시킨 후, 백제에 망명한 중국계 학자가 된다.
다만, 위에 언급된 것들은 한국과 중국 기록에는 전혀 없는 내용이며, 왕인이 처음으로 등장했던 이름은 한국어로 화이(和邇)였다. 화이는 일본어로 와니(わに)로 읽을 수 있으나, 왕인은 오오진 (おうじん) 또는 오오닌 (おうにん)으로밖에 읽을 수 없다. 따라서 고대 일본사에 등장하는 왕인을 제외하면, 한자인 왕인(王仁)을 와니로 절대 발음할 수 없다. 즉, 화이나 왕인은 그의 본래 이름이 아니며, 이는 와니라는 이름을 한자로 재해석한 것으로 추정된다. 시간이 지나면서 본래 와니였던 그가 화이를 거쳐 왕인이 된 후 마치 중국의 왕씨인 것처럼 해석되어 속일본기에 그의 배경 이야기까지 주어진 듯하다. 물론, 이는 왕인이 실제로 존재했던 인물로 가정했을 때다. 현대 일본 학자들은 그를 궁월군(弓月君), 아지사주(阿知使主)를 포함해 당시 고훈 시대를 상징하는 가상의 인물로 인식한다. 

## 한국에서의 왕인
대한민국에서 왕인은 고대 일본에 선진 문물을 전수한 백제의 학자로서 중학교 역사 교과서에는 ‘왕인 박사가 일본에 문화를 전해 주었다’라고 기술되고 있다. 전라남도 영암군에서는 왕인이 태어났다는 집의 터(구림면)를 왕인 박사 유적으로 복원하고 매년 왕인의 업적을 기리기 위해 왕인문화축제를 열고 있다.
다만 《삼국사기》, 《삼국유사》를 포함한 한국 역사서에는 왕인에 해당하는 인물에 대한 기술이 보이지 않고, 조선 말 유학자 한치윤(韓致奫)의 《해동역사》에 일본 문헌을 인용해 짧게 기록되어 있을 뿐이다. 왕인에 대한 기록은 전적으로 일본의 사서에 의존하므로 왕인 박사 유적지가 왕인의 실제 출생지임을 뒷받침하는 유적이나 추가 사료가 없다는 지적이 있다. 
이근우는 6세기 초 일본으로 건너간 왕진이라는 인물을 기초로 2세기 정도 앞선 인물 왕인이 창작되었다는 추정을 하고 있으며, 이런 조작에는 문자 전래시기를 최대한 끌어올리기 위한 고대 일본인들의 의도가 있다는 설을 사료 비판을 통해 제시했다.

## 고킨와카슈의 가나서(假名序)에 있는 왕인의 작품으로 추정되는 노래
- なにはづに さくやこの花 ふゆごもり いまははるべと さくやこのはな

　(나니와즈니 사쿠야 코노하나 후유고모리 이마와 하루베토 사쿠야 코노하나)
- 나니와 나루에/피는 이 꽃/겨울내 움츠리다/봄볕인가 하고/피는 이 꽃

## 왕인이 등장한 작품
- 《근초고왕》(KBS, 2010년~2011년, 배우:강한별)

## 참고 자료
- 《고사기》
- 《일본서기》
- 《속일본기》
- 《고금와가집》